# Colom verdós cap-rogenc
El colom verdós cap-rogenc (Treron fulvicollis) és una espècie d'ocell de la família dels colúmbids (Columbidae) que habita pantans, boscos de ribera i manglars del Sud-est Asiàtic, a la Península Malaia, Sumatra, Borneo i petites illes properes.